# Grammy Awards de 2003
A 45.ª cerimônia anual do Grammy Awards foi realizada em 23 de fevereiro de 2003 no Madison Square Garden na cidade de Nova Iorque. As realizações dos músicos do ano anterior foram reconhecidas. Norah Jones e sua canção "Don't Know Why" foram os principais destinatários da noite, reunindo seis prêmios Grammy, incluindo três grandes prêmios: Gravação do Ano, Álbum do Ano, Canção do Ano e Artista Revelação, além de Melhor Performance Vocal Pop Feminina e Melhor Álbum Vocal Pop. O compositor Jesse Harris recebeu o prêmio Canção do Ano por seu trabalho em "Don't Know Why".

## Vencedores do Prêmio

### Geral
Gravação do Ano
- "Don't Know Why" – Norah Jones
- "A Thousand Miles" – Vanessa Carlton
- "Without Me" – Eminem
- "Dilemma" – Nelly & Kelly Rowland
- "How You Remind Me" – Nickelback

Álbum do Ano
- Come Away With Me – Norah Jones
- Home – Dixie Chicks
- The Eminem Show – Eminem
- Nellyville – Nelly
- The Rising – Bruce Springsteen

Canção do Ano
- "Don't Know Why" – Norah Jones
- "Complicated" – Avril Lavigne
- "The Rising" – Bruce Springsteen
- "A Thousand Miles" – Vanessa Carlton
- "Where Were You (When the World Stopped Turning)" – Alan Jackson

Artista Revelação
- Norah Jones
- Ashanti
- Michelle Branch
- Avril Lavigne
- John Mayer

### Dance
Melhor Gravação Dance
- "Days Go By" – Dirty Vegas

### Filme/TV/Mídia
Melhor Compilação de Trilha Sonora para Mídia Visual
- Standing in the Shadows of Motown – The Funk Brothers

### ShowMusical
Melhor Álbum de Teatro Musical
- Hairspray: Original Broadway Cast Recording – Hairspray Cast

### Vídeo Musical
Melhor Clipe
- Eminem por "Without Me"

Melhor Vídeo Musical Longo
- The Clash por Westway to the World

### Pop
- Melhor Performance Vocal Pop Feminina
  - Norah Jones por "Don't Know Why"
- Melhor Performance Vocal Pop Masculina
  - John Mayer por "Your Body Is a Wonderland"
- Melhor Performance Vocal Pop de Duo ou Grupo
  - No Doubt por "Hey Baby"
- Melhor Parceria de Pop
  - Santana & Michelle Branch por "The Game of Love"
- Best Pop Instrumental Performance
  - B.B. King por "Auld Lang Syne"
- Best Pop Vocal Album
  - Norah Jones por Come Away with Me
- Melhor Álbum Instrumental Pop
  - Norman Brown por Just Chillin'

### PopTradicional
- Melhor Álbum Pop Vocal Tradicional
  - Tony Bennett por Playin' with My Friends: Bennett Sings the Blues

### Rock
- Melhor Performance Vocal Feminina de Rock
  - Sheryl Crow por "Steve McQueen"
- Melhor Performance Vocal Masculina de Rock
  - Bruce Springsteen por "The Rising"
- Melhor Performance de Rock por um Duo ou Grupo com Vocal
  - Coldplay por "In My Place"
- Melhor Performance de Rock Instrumental
  - The Flaming Lips por "Approaching Pavonis Mons By Balloon (Utopia Planitia)"
- Melhor Performance de Hard Rock
  - Foo Fighters for "All My Life"
- Melhor Performance de Metal
  - Korn for "Here to Stay"
- Melhor Música Rock
  - Bruce Springsteen por "The Rising"
- Melhor Álbum de Rock
  - Bruce Springsteen por The Rising

### Reggae
- Melhor Álbum de Reggae
  - Lee 'Scratch' Perry por Jamaican E.T.

### World
- Best World Music Album
  - Rubén Blades por Mundo